# Wesley Pipes
Wesley Pipes, född 20 januari 1969 i Mississippi, USA, är en amerikansk skådespelare inom pornografisk film, som medverkat i över 140 filmer mellan 1998 och 2016. Han har även regisserat ett fåtal filmer inom samma genre.